# Mauretaniens fodboldlandshold
Mauretaniens fodboldlandshold repræsenterer Mauretanien i fodboldturneringer og kontrolleres af Mauretaniens fodboldforbund.